# Antoni Baralló
Antoni Baralló   (Valls, segle XIX - Barbastre, segle XIX) fou un organista i compositor català del segle xix.
Antoni Baralló va ser músic de regiment i, més endavant, organista de la catedral de Barbastre (Osca), on traspassà.
Es pot trobar com obras seves una Missa per a veus i orgue, i un Septenario de Dolores per a veus i orgue.